# Grindale
Grindale – wieś w Anglii, w hrabstwie East Riding of Yorkshire. Leży 43 km na północ od miasta Hull i 291 km na północ od Londynu. W 2001 miejscowość liczyła 98 mieszkańców.